# تعدد الأجيال البشرية
نظرية تعدد الأجيال البشرية نظرية عن الأصول البشرية تفترض وجهة نظر مفادها أن الأجناس البشرية من أصول مختلفة (تعدد الجينات). هذا الرأي مخالف لفكرة أحادية الجين، التي تفترض أصلًا واحدًا للبشرية. يعتبر النموذج متعدد الجينات، مع فرضية «الخروج من أفريقيا» الأحادية الجين ومتغيراتها من النماذج الأكثر قبولًا على نطاق واسع لأصول الإنسان ولكنها لم تعد مفضلة لدى الآراء العلمية الحديثة. تاريخيًا، استخدِم تعدد الأجيال لتعزيز عدم المساواة العرقية.

## الأصول
تتميز العديد من التقاليد الشفوية بتعدد الجينات في قصصهم الخلقية. مثلًا: تشير أساطير بامبوتي وقصص الخلق الأخرى من بيغمي الكونغو إلى أن الإله الأعلى للبيغمي، خونفوم، خلق ثلاثة أجناس مختلفة من البشر بشكل منفصل من ثلاثة أنواع من الصلصال: واحد أسود، وآخر أبيض، والآخر أحمر. في بعض الثقافات، أدى تعدد الأجيال البشرية في رواية الخلق وظيفة سببية. قدمت هذه الروايات تفسيرًا لسبب وجود مجموعات أخرى من الناس لا تنتمي إلى قبيلتهم. علاوة على ذلك، فإن الفروق بين تكوين مجموعات أجنبية والقبيلة أو المجموعة الإثنية التي تتعلق بها أسطورة الخلق عملت على تعزيز الوحدة القبلية أو الإثنية، والحاجة إلى توخي الاحتراس والحذر عند التعامل مع الغرباء، أو الطبيعة الفريدة للعلاقة بين تلك القبيلة وآلهة نظامهم الديني.
يمكن العثور على مثال في أسطورة الخلق لشعب أسمات، وهي قبيلة تعتمد على الصيد والالتقاط تقع على طول الساحل الجنوبي الغربي لغينيا الجديدة. تؤكد أسطورة الخلق هذه أن شعب الأسمات نفسهم ظهروا إلى الوجود عندما وضع أحد الإله تماثيل خشبية منحوتة في منزل شعائري وبدأ بقرع الطبلة. أصبحت التماثيل بشرًا على قيد الحياة وبدأت الرقص. وبعد فترة، حاول تمساح عظيم مهاجمة هذا المنزل الشعائري، لكنه هُزم بقوة الإله. قُطع التمساح إلى عدة قطع ورُمي في اتجاهات مختلفة. أصبح كل جزء واحدة من القبائل الأجنبية المعروفة لدى الأسمات.
الفكرة موجودة أيضًا في بعض الأدب اليوناني والروماني القديم. على سبيل المثال: كتب الإمبراطور الروماني يوليان المرتد في رسالته إلى كاهن أنه يعتقد أن زيوس صنع العديد من المخلوقات من الرجال والنساء. في كتابه ضد أهل الجليل، قدم يوليان أسبابه لهذا الاعتقاد. لاحظ يوليان أن الجرمانيين والسكيثيين (الأمم الشمالية) مختلفون في أجسادهم (أي لون بشرة) عن الإثيوبيين. لذلك لم يستطع تخيل أن هذا الاختلاف في الصفات الجسدية نشأ من أصل مشترك، وبالتالي حافظ على خلقٍ منفصل لأعراق مختلفة.
في الجغرافيا الكلاسيكية والوسطى المبكرة ظهرت فكرة تعدد الأجيال البشرية بسبب الاحتمال المقترح لوجود سكان من الأجزاء المتناظرة جغرافيًا (شعوب حدود الكرة الأرضية). اعتبر البعض أن هؤلاء السكان لهم أصول منفصلة بسبب تطرّفهم الجغرافي.
يدعي دين شعب الأينو أن أسلاف شعب الأينو وصلوا إلى الأرض من السماء وأنهم منفصلون عن الأجناس الأخرى. انظر أسطورة خلق أينو.

## المعتقدات الرئيسية
تقليديًا، اعتنق معظم اليهود والمسيحيين والمسلمين مبدأ أحادية الجين أي أن جميع البشر المعاصرين ينحدرون في النهاية من زوجين، هما آدم وحواء. في هذا الإطار، وصف تعدد الأجيال البشرية جميع التفسيرات البديلة لأصل البشرية التي تضم أكثر من شخصين «أول شخصين». ما يزال هذا التعريف لتعدد الأجيال مستخدمًا بين بعض الخلقيين وداخل الكنيسة الرومانية الكاثوليكية (انظر الجنس البشري).
مع تطور النموذج التطوري للأصول البشرية، أصبح من المعترف به على نطاق واسع داخل المجتمع العلمي أنه لم يكن هناك في أي وقت من الأوقات «رجل أول» و«امرأة أولى» شكلا معًا أول البشر الحقيقيين وترجع لهما جميع السلالات البشرية الحديثة. إذا كان آدم وحواء موجودين في أي وقت مضى كشخصين تاريخيين متميزين، فقد كانا أعضاء في مجموعة أكبر بكثير من نفس النوع. ومع ذلك، فإن التفسير العلمي الشائع للأصول البشرية يؤكد أن أسلاف السكان لجميع البشر المعاصرين ظلوا متحدين كمجموعة سكانية واحدة عن طريق انسياب المورثات المستمر. لذلك، على مستوى جميع البشر، يُصنف هذا التفسير للأصل البشري على أنه أحادي الجين.
لا يقبل أتباع تعدد الجينات المعاصرين لا اللاهوتية ولا أحادية الجين العلمية. هم يعتقدون أن الاختلاف بين الأنواع العرقية البشرية لا يمكن تفسيره بواسطة أحادية الجين أو من خلال العمليات التطورية التي حدثت منذ الأصل الأفريقي المقترح للإنسان الحديث. يرفض مؤيدو تعدد الجينات الحجة القائلة بأن الأجناس البشرية يجب أن تنتمي إلى نوع واحد لأنه بإمكانها التزاوج. هناك العديد من فرضيات تعدد الجينات، بما في ذلك تعددية الخلق الإنجيلية والتطور متعدد الجينات.

## الكتاب المقدس
لجعل تعدد الأجيال متوافقًا مع رواية الكتاب المقدس في الفصول الأولى من سفر التكوين، هناك حاجة إلى بعض الحجج التي تفيد أن ما ورد في الكتاب المقدس غير مكتمل. ثلاث نقاط قياسية هي:
- ما قبل الآدمية.
- تعدد الآدميين.[11]
- عدم اكتمال جدول الأمم في تكوين 10.

من منظور مسيحي، ظل تعدد الأجيال تفسيرًا كتابيًا غير مألوف حتى منتصف القرن التاسع عشر، واعتبِر إلى حد كبير هرطقة، ومع ذلك، فقد أشار بعض العلماء المعاصرين إلى أنه في حين رُفضت ما قبل الآدمية بشدة من قبل معظمهم واعتبروها هرطقة، لم يواجه تعدد الآدميين درجة العداء نفسها.
كان السبب الرئيسي لظهور تعدد الأجيال الكتابي منذ نحو القرن الثامن عشر هو أنه أصبح من الملاحظ أن عدد الأجناس لا يمكن أن يتطور ضمن الإطار الزمني الكتابي المقبول عمومًا. كان فرانسيس دوبس (1750-1811)، عضوًا غريب الأطوار في البرلمان الأيرلندي، يؤمن بنوع مختلف من تعدد الأجيال الكتابي. في كتابه عرض مختصر من التاريخ المكتوب عام 1800، أكد أن هناك عرقًا ناتجًا عن علاقة سرية بين حواء والشيطان (انظر بذور الثعبان). تعرض تعدد الأجيال البشرية لانتقادات شديدة في أوائل القرن العشرين من قبل الكنيسة الرومانية الكاثوليكية، وخاصة من قبل البابا بيوس الثاني عشر في منشور بابوي باسم الجنس البشري عام 1950، على أساس أن تعدد الأجيال لا يتوافق مع عقيدة الخطيئة الأصلية.

### ما قبل الآدمية
تدعي ما قبل الآدمية أن هناك بالفعل أجناسًا من البشر عاشت قبل خلق آدم. يعود تاريخ هذه الفرضية إلى إسحاق لا بيرير في القرن السابع عشر.

### تعدد الآدميين
يدعي تعدد الآدميين أن هناك أكثر من آدم -مجموعات صغيرة من الرجال، نشأت في الوقت نفسه في أماكن مختلفة عبر الأرض- ومنهم نشأت الأجناس المختلفة كل على حدة. تعود فكرة تعدد الآدميين إلى باراسيلسوس في عام 1520. من بين دعاة تعدد الآدميين الآخرين في القرن السادس عشر توماس هاريوت ووالتر رالي، الذي وضع نظرية أصل مختلفة للأمريكيين الأصليين.
في عام 1591 جادل جوردانو برونو بأنه نظرًا لأنه لا يمكن لأحد أن يتخيل أن اليهود والإثيوبيين لديهم نفس الأصل، فلا بد أن الله إما أن يكون قد خلق أكثر من آدم أو أن الأفارقة كانوا من سلالة ما قبل آدم. نُشِرَت ورقة كتابية مجهولة المصدر تدعم تعدد الآدميين في عام 1732 بعنوان التعددية الآدمية أو مقال لإثبات اثنين من المفارقات وهما: أولًا أن هناك رجالًا آخرين خُلقوا في الوقت نفسه مع آدم، وثانيًا أن الملائكة لم تسقط.